# Wilhelm Walloth

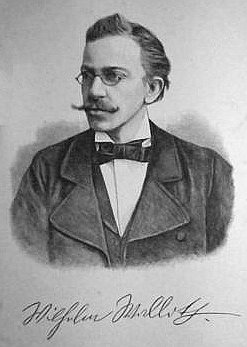
Wilhelm Walloth

Wilhelm Walloth (* 6. Oktober 1854 in Darmstadt; † 8. Juli 1932 in München) war ein deutscher Schriftsteller.

## Leben
Wilhelm Walloths Eltern starben früh, so dass er und sein zwei Jahre jüngerer Bruder Friedrich als Vollwaisen bei einem kinderlosen hessischen Ehepaar aufwuchsen. Obwohl wohlbehütet, kränkelte Walloth oft. Mit 17 Jahren verlor er auch die geliebte Pflegemutter.
Früh schrieb Walloth Gedichte, sein großes Vorbild war Ludwig Uhland. Zunächst sah Walloth seine Zukunft in der Malerei, studierte dann aber in Heidelberg Philosophie, Ästhetik und Literatur. In dieser Zeit erschienen seine ersten Gedichte 1882 bereits in Buchform. In der Folgezeit wandte er sich ganz von der Malerei ab und bewies seine dichterische Kraft, indem er seine bedeutendsten historischen, aber auch zeitgenössische Romane schrieb.
Die Romane waren durchdrungen vom Naturalismus, und führende Naturalisten wie Michael Georg Conrad, Konrad Alberti und Karl Bleibtreu sahen in Walloth einen Erneuerer des historischen Romans. Wegen dieser Nähe zu den Naturalisten entdeckte die Staatsanwaltschaft seine Bücher, und er wurde 1890 zusammen mit Konrad Alberti und anderen Schriftstellern im Leipziger Realistenprozess wegen „unzüchtiger Schriften“ angeklagt.
Nach seinem Studium zurück in Darmstadt, war er neuen Anfeindungen ausgesetzt. Grund war seine Freundschaft mit dem Gymnasiasten Paul Nodnagel, der unter dem Pseudonym G. Ludwig in der Literaturzeitschrift Die Gesellschaft Walloths Romane gelobt hatte. Der frühreife und hochbegabte Junge starb durch Suizid, und wegen Walloths Ruf als Sonderling und seiner Rolle im Literatenprozeß wurde dieser Tod dem Umgang mit dem Dichter zugeschrieben.
Einige Jahre später zog Walloth nach München, wo er bis an sein Lebensende blieb. Dort wandte er sich dem Schreiben von Dramen zu, die aber wenig erfolgreich waren. Die Beschäftigung mit homoerotischen Liebesverhältnissen (Ein Sonderling, Eros) und ein gewisser Pessimismus des Autors, dessen Hauptfiguren oft mit Selbsttötung enden, sowie der Bankrott seines früheren Verlegers Wilhelm Friedrich hatten eine geringe Wahrnehmung der Werke in der Öffentlichkeit zur Folge.
Walloths Hauptwerke Tiberius und Oktavia wurden 1917 in der Reihe „Romane der Weltliteratur“ im Verlag Hesse & Becker neu herausgegeben. Seinen Wohlstand verlor der Dichter durch die Inflation nach dem Ersten Weltkrieg, er war auf die Hilfe wohlmeinender Menschen angewiesen. In seinen letzten Lebensjahren beschäftigte er sich mit der Theosophie Rudolf Steiners.
Wilhelm Walloth schrieb bis zu seinem Tod 1932 weiter, doch er war fast vergessen, und viele seiner Manuskripte aus dieser Zeit gingen verloren.

## Werke
- 1882: Gedichte
- 1883: Das Schatzhaus des Königs (Roman). Neuausgabe Hofenberg, Berlin 2019, ISBN 978-3-7437-3160-8.
- 1885: Oktavia (Roman)
- 1886: Paris, der Mime (Roman)
- 1886: Seelenräthsel (Roman)
- 1887: Aus der Praxis (Roman) (Digitalisat)
- 1888: Am Starnberger See (Erzählung)
- 1888: Der Gladiator (Roman)
- 1888: Dramen ("Gräfin Pustela", "Johann v. Schwaben", "Marino Falieri")
- 1889: Tiberius (Roman) (Digitalisat)
- 1889: Der Dämon des Neides (Roman)
- 1890: Ovid (Roman)
- 1890: Gesammelte Gedichte
- 1891: Neue Dramen ("Semiramis", "Das Opfer", "Alboin")
- 1892: Ein Liebespaar (Roman)
- 1893: Es fiel ein Reif...! (Roman)
- 1894: Narren der Liebe (Novellen)
- 1897: Im Banne der Hypnose (Roman)
- 1901: Ein Sonderling (Roman) (Digitalisat)
- 1906: Eros (Roman)
- 1909: Im Schatten des Todes (Roman)
- 1909: Der neue Heiland (Roman)
- 1911: Walloth Museum (Gedichte, 2 Bd.)
- 1920: Ein Fastnachtsdrama. Kriminalroman (Digitalisat). Neuausgabe Hofenberg, Berlin 2019, ISBN 978-3-7437-3321-3.
- 1924: Die Krone der Königin Zenobia (Reiseerzählung)
- 1927: Sokrates (Drama)
- 1928: Eine seltsame Leidenschaft
- 1929: Sappho und Lydia (Schauspiel in 4 Akten)

## Nachlass
Der literarische Nachlass von Wilhelm Walloth liegt im Literaturarchiv der Monacensia im Hildebrandhaus. Er enthält neben einer großen Reihe Tagebücher auch Manuskripte und mehrere hundert Briefe mit anderen Literaten und Verlegern.